# Драган Раца
Драган Раца (Босанско Грахово, 3. март 1961) је бивши српски кошаркаш а садашњи кошаркашки тренер. Био је селектор кошаркашких репрезентација Либана, Кипра и Македоније.

## Биографија
Тренерска достигнућа остварује и данас у Кини где је ангажован од 2010. године. Тренутно је главни тренер Вухан Дангдаи у Кинеској кошаркашкој асоцијацији.
Драган Раца је провео своју професионалну каријеру играјући за југословенске професионалне тимове: КК Книн, КК 22. децембар - Београд, КК Зорка - Шабац, КК Шибенка – Шибеник. Наставио је играчку каријеру на Кипру у АЕЛ – Лимасолу.
Професионалну тренерску каријеру градио је на Кипру, у Грчкој, Либану, Македонији и Кини. Тренирао је кипарски АЕЛ и Апоел, као и либански Хекмех.
Драган Раца је 2002. године од стране ФИБА проглашен за најбољег младог тренера у Европи, а 2005. године ФИБА га је прогласила за најбољег тренера у клупским такмичењима под њеним окриљем.
Кошаркашку репрезентацију Либана водио је на првенствима Азије 2007. и 2009. године и са њом је освојио сребрену медаљу на првенству 2007. године. На првенству у Кини, 2009. године пласирао се на Светско првенство 2010. године у Турској.
Освајач је сребрне медаље на Интерконтиненталном купу Вилијам Џонс у Кини 2007. и 2008. године.
Са Кипарском репрезентацијом, коју је водио 2004 – 2005, освојио је златну медаљу на Б олимпијади Европског првенства у Андори 2005. године - без изгубљене утакмице.
Супервизор је и координатор на пројектима подржаним од стране кинеских универзитета за образовање наставника Guangxi Teachers Education University и Guangxi University of Science and Technology као и 12 других факултета у Кини, који сарађују са универзитетима у САД, Аустралији и Русији.
За свој допринос хуманитарним активностима одликован је орденом Републике Србије.

## Образовање
Почасни доктор наука Алфа БК универзитета - због изузетног доприноса у области спорта, спортског менаџмента, тренажне технологије, универзитетске едукације у области науке о спорту, као и хуманитарних активности на територији Европе, Азије и Америке.
Природно математички факултет, Универзитета у Београду.
Виша тренерска школа, Београд.
Језици: енглески, руски, грчки и језици бивших југословенских република.

## Играчка каријера
Каријеру играча Драган Раца је провео у следећим кошаркашким клубовима:
Зорка Шабац, Кварнер, Шибеник, Први Партизан, Етеа, АЕК, Арис, Керавнос, Ахилеас, АЕЛ
За репрезентацију Кипра играо је од 1994. до 1999. године.
Признања:
Три пута најбољи стрелац лиге бивше Југославије А1.
Четири пута најбољи стрелац Кипра А1 и најбољи стрелац у историји Кипарске кошарке.

## Тренерска каријера - Клубови
Кина:
- Вухан "Дангдаи" (НБЛ), (2021)[1]
- Шандонг "Хероес" (ЦБА), (2020)[2]
- Бејконг "Флај Драгонс" (ЦБА), (2015—2019)
- Чонгчинг „Флај Драгонс“ (ЦБА), (2013—2015)
- Гуангџоу „Фри Мен“ (НБЛ), (2010—2013)

Кипар:
- АЕЛ (А1), 2008-2009.

Грчка:
- Олимпијас Патра (А1). 2007-2008.

Кипар:
- Апоел (А1), 2007.

Либан:
- Сагезе (А1), 2006.

Грчка:
- Ираклис (А1), 2005.

Кипар:
- АЕЛ (А1), 2002-2005.

## Тренерска каријера – Национални тимови
Тренер репрезентације Кипра 2004-2005.
- Са кипарском репрезентацијом освојио је златну медаљу на Б олимпијади Европског првенства у Андори 2005. године, без изгубљене утакмице.

Тренер репрезентације Либана 2007—2009.
- Освајач сребрне медаље 2007. године на азијском првенству у Јапану од 16 тимоваи и тако изборили право да учествују на ФИБА Олимпијском квалификационом турниру Пекинг - Кина 2008.
- Освајач сребрне медаље на Вилијамс Џонс купу 2007. године у Кини.
- На Азијском првенству у Кини 2009. године квалификовао се за светско првенство у Турској 2010. године.

Тренер репрезентације Македоније 2016 - 2017.

## Награде и признања
Као тренер Ека - АЕЛ (Кипар)
- Шампион Кипра (Ека - АЕЛ) - клуб је освојио титулу после 15 година.
- Победник првенства у сезони 2002/2003 - најбољи одбрамбени тим (просек 62 поена).
- Победник првенства у сезони 2003/2004 – најбољи одбрамбени тим (просек 65 поена) - најбољи офанзивни тим (86 поена) - само једна изгубљена утакмици у сезони.
- Победник првенства у сезони 2004/2005 - најбољи одбрамбени тим (просек 68 поена).
- Освајач Националног купа у сезони 2003/2004 - након 18 година – без изгубљене утакмице.
- Победник Супер Купа у сезони 2003/2004 + ФИБА Евролига - најбољи одбрамбени тим (просек 61 поен).
- Добитник ФИБА Евро Челенџ купа у сезони 2002/2003., без изгубљене утакмице – рекорд који још увек није оборен.

Као тренер Сагезе (Либан)
- Од 13 утакмица - 11 победа, најбољи одбрамбени тим у сезони 2005/2006 године.
- Финалиста Националног купа и финалиста првенства.

Као тренер АПОЕЛ Никозије (Кипар)
- Финалиста првенства у сезони 2007. године.
- Најбољи одбрамбени тим (просек 65 поена).
- Победник Супер купа у сезони 2008/2009.
- Победник Супер купа у сезони 2008/2009.
- АЕЛ Протеас Ека - 1. место након регуларног дела сезоне.
- Најбољи одбрамбени тим (просек 67 поена) – регуларни део сезоне.
- Најбољи офанзива тим (просек 88 поена) – регуларни део сезоне.

Остала достигнућа:
- Саветник, професор и инструктор у тренерским школама.
- Супервизор и организатор међународног кампа Фрема 2004 (Европа - Кипар, Азија - Либан, Ј. Америка - Бразил).
- Инструктор  националног програма за подршку спортској инфраструктури (ЕСИАА Грчка, Кипар)- четири године узастопно.
- Инструктор тренерске школа Кинеског националног савеза Претходни тренери били су Дел Харис и Пат Рајли.
- Аутор је и реализатор семинара стручног усавршавања тренера.
- Ради на успостављању сарадње и размене на пољу спорта и науке између универзитета у Србији и Кини.
- Сарађује и доприноси ширењу спортске културе и образовања у Кинеским основним,  средњим школама и факултетима, носилац и реализатор програма стручног усавршавања у области спорта.

## Титуле
- Најбољи млади тренер ФИБА ЕВРОПА - номинован од стране ФИБА 2003. године.
- Најбољи тренер Европе по избору ФИБА  - званично номинован од стране ФИБА у Минхену (јун, 2004).
- Најбољи тренер године ЕУРОБАСКЕТ за све лиге (2004).
- Тренер тима Европе (All star утакмица :  Европа против остатка света - Кијев 2004).
- Тренер тима Европе (All star утакмица : Европа против остатка света - Никозија 2005).
- Победник Супер лиге ФИБА АЗИЈА – сезона 2005/2006.
- Најбољи тренер Супер лиге ФИБА АЗИЈА – сезона 2005/2006.

Његов метод физичке припреме је званично одобрен од стране Индијана Универзитета у САД.

## Књиге
Аутор је 12  књига  које су публиковане на више језика, и које се користе као уџбеници на престижним спортским колеџима и факултетима у свету.
- Прва књига " Кошарка " (1998) преведена је на осам језика и продата у 68.000 примерака. Сав приход од књиге Драган Раца је поклонио у хуманитарне сврхе међународној организацији " СОС село", деци без родитеља.
- Скаутинг (1999);
- Физичка припрема професионалних тимова (2000);
- Основи кошарке (2001);
- Техничка анализа напада (2008);
- Техничка анализа одбране (2008);
- Скаутинг анализа (2008);
- Кошаркашка анализа (2013);
- Кошаркашки камп (2013);
- МТМ кошаркашка одбрана (2014);
- Развој и индивидуално усавршавање кошаркаша (2017);
- Усавршавање и развој кошаркашког тима (2017).